# Масово число
Масово число е физична величина, използвана в атомната и ядрената физика, равна на сумата от броя на протоните и неутроните в ядрото на атома. Отбелязва се с буквата А. Записва се в горния ляв ъгъл на знака на химичния елемент, например водородът, който е 1, се бележи с 1H.
Изотопите на даден химичен елемент имат различни масови числа. Съществуват химични елементи с еднакви масови числа и те се наричат изобари. Протоните и неутроните имат почти равни маси и сумата им, масовото число, е приблизително равна на атомната маса на атома. Масата на електроните е малка в сравнение с масата на ядрото. Протоните и неутроните имат приблизително еднакви маси.